# التسمم بثنائي أكسيد النيتروجين
التسمم بثنائي أكسيد النيتروجين هو المرض الناتج عن التأثير السام لغاز ثنائي أكسيد النيتروجين. يحدث عادةً بعد استنشاق الغاز بما يتجاوز قيمة حد العتبة. ثنائي أكسيد النيتروجين هو غاز ذو لون بني محمر ورائحة واخزة بالتراكيز العالية، ويكون في التراكيز المنخفضة عديم اللون لكن قد تبقى له رائحة كريهة. يعتمد التسمم بغاز ثنائي أكسيد النيتروجين على مدة التعرض وتواتره وشدته.
ثنائي أكسيد النيتروجين هو مادة مهيجة للغشاء المخاطي تسبب أمراض رئوية مثل المرض الرئوي الساد والربو وداء الانسداد الرئوي المزمن وأحيانًا، التفاقم الحاد لمرض الانسداد الرئوي المزمن وفي الحالات المميتة، الوفيات. تعزز انحلاليته الضعيفة في الماء من قدرته على عبور أنسجة الفم والأسنان الرطبة.
مثل معظم الغازات السامة، تحدد الجرعة المستنشقة السمية على الجهاز التنفسي. يحمل التعرض المهني أعلى مخاطر السمية بينما يعد التعرض المنزلي غير شائع. قد يكون للتعرض طويل الأمد لتراكيز منخفضة من الغاز آثار مميتة، وكذلك التعرض قصير الأمد لتراكيز عالية مثل التسمم بغاز الكلور. يعد أحد ملوثات الهواء الرئيسية القادرة على التسبب في مخاطر صحية شديدة مثل أمراض القلب التاجية والسكتة الدماغية. غالبًا ما ينطلق ثنائي أكسيد النيتروجين في البيئة كناتج ثانوي عن احتراق الوقود ولكن نادرًا ما ينطلق عبر الاحتراق التلقائي. تشمل المصادر المعروفة للتسمم بغاز ثنائي أكسيد النيتروجين عوادم السيارات ومحطات توليد الطاقة الكهربائية. قد تنتج السمية أيضًا من مصادر غير قابلة للاحتراق مثل تلك الناتجة عن التخمر اللاهوائي للحبوب الغذائية والهضم اللاهوائي للنفايات القابلة للتحلل الحيوي.
وضعت منظمة الصحة العالمية توصية عالمية للحد من التعرض بتحديد قيمة أقل من 20 جزء في المليار للتعرض المزمن وقيمة أقل من 100 جزء في المليار لمدة ساعة واحدة للتعرض الحاد، باستخدام ثنائي أكسيد النيتروجين كمؤشر للملوثات الأخرى الناتجة عن احتراق الوقود. هناك ارتباط كبير بين مستويات ثنائي أكسيد النيتروجين الداخلي وازدياد الأعراض التنفسية مثل الأزيز وضيق الصدر وشدة الالتهابات بين الأطفال المصابين بالربو. تاريخيًا، تمتلك بعض المدن في الولايات المتحدة، بما في ذلك شيكاغو ولوس أنجلوس، مستويات من ثنائي أكسيد النيتروجين أعلى من حدود التعرض القصوى لوكالة حماية البيئة الأمريكية والتي تبلغ 100 جزء في المليار للتعرض لمدة ساعة واحدة وأقل من 53 جزء في المليار للتعرض المزمن.

## العلامات والأعراض
يعد التسمم بغاز ثنائي أكسيد النيتروجين ضار على جميع أشكال الحياة مثل التسمم بغاز الكلور والتسمم بأول أكسيد الكربون. يمتص بسهولة عبر الرئتين وقد يؤدي استنشاقه إلى فشل القلب والموت في الحالات الشديدة. قد يختلف الأفراد والأجناس في مستوى تحمل ثنائي أكسيد النيتروجين وقد يتغير مستوى التحمل الفردي للغاز بعدة عوامل، مثل معدل الأيض والضغط الجوي واضطرابات الدم لكن قد يؤدي التعرض الشديد إلى حالات قاتلة وقصر العمر بسبب فشل القلب.

### التسمم الحاد
قد يؤدي التعرض لمستوى عالٍ من ثنائي أكسيد النيتروجين إلى التهاب الغشاء المخاطي والجهاز التنفسي السفلي والعلوي. تعد أعراض التسمم الحاد بغاز ثنائي أكسيد النيتروجين غير محددة وتشبه التسمم بغاز الأمونيا والتسمم بغاز الكلور والتسمم بأول أكسيد الكربون. تشبه الأعراض أيضًا أعراض ذات الرئة أو العدوى الفيروسية وإصابات الاستنشاق الأخرى، لكن تشمل الأعراض الشائعة التهاب الأنف والأزيز أو السعال والتهاب الملتحمة والصداع وتهيج الحلق وضيق التنفس الذي قد يتطور إلى شقوق أو تقرحات أو ثقوب في الأنف. عادةً ما يبدو المريض سيئ المظهر ويعاني من نقص تأكسج الدم مصحوبًا بالتنفس السريع الضحل. يكون العلاج داعمًا ويتضمن تجنب التعرض لثنائي أكسيد النيتروجين. تشمل الأعراض الجهازية الحمى وفقدان الشهية. يمكن أن يساعد تخطيط كهربائية القلب وتصوير الصدر بالأشعة السينية في الكشف عن الارتشاح السنخي الثنائي المنتشر.
يمكن استخدام تصوير الصدر بالأشعة السينية في التشخيص ويمكن تحديد خط الأساس بفحص وظائف الرئة. لا يوجد اختبار تشخيصي مخبري محدد للتسمم الحاد بثنائي أكسيد النيتروجين، لكن قد تكون تحاليل مستوى غازات الدم الشرياني ومستوى المتهيموغلوبين والعد الدموي الشامل واختبار الغلوكوز وقياس عتبة اللاكتات ولطاخة الدم المحيطي، مفيدة في تشخيص التسمم بثنائي أكسيد النيتروجين. تحديد نسبة ثنائي أكسيد النيتروجين في البول أو الأنسجة لا يثبت التشخيص، وهناك مشاكل تقنية وتفسيرية في هذه الاختبارات.

### التسمم المزمن
قد يسبب التعرض المطول لتركيز عالٍ جدًا من ثنائي أكسيد النيتروجين ضمن نطاق حجم الميكرومتر، تأثيرًا التهابيًا يستهدف المسالك التنفسية مباشرةً ما يؤدي إلى تسمم مزمن بثنائي أكسيد النيتروجين والذي يمكن أن يحدث في غضون أيام أو أسابيع بعد تجاوز قيمة الحد بشكل كبير.
تسبب هذه الحالة حمى وسرعة تنفس بالإضافة إلى تسرع ضربات القلب والتنفس الجهدي وضيق التنفس الشديد. تشمل التأثيرات الأخرى التعرق الشديد وألم الصدر والسعال الجاف المستمر، وقد تؤدي كلها إلى فقدان الوزن وفقدان الشهية وتضخم الجانب الأيمن للقلب وأمراض القلب في الحالات المتقدمة. قد يسبب التعرض المطول لمستويات منخفضة نسبيًا من ثنائي أكسيد النيتروجين حدوث صداع مزمن وغثيان. مثل التسمم بغاز الكلور، عادةً ما تختفي الأعراض من تلقاء نفسها عند إيقاف التعرض الإضافي لثنائي أكسيد النيتروجين، ما لم تكن هناك نوبة تسمم حاد. يختلف العلاج والإدارة باختلاف الأعراض. غالبًا ما يُلاحظ نقص تأكسج الدم لمدة لا تقل عن 12 ساعة إذا لم تكن هناك أعراض أولية وإذا كان المريض يعاني من نقص تأكسج الدم، يمكن إعطاء الأكسجين لكن ينصح بجرعات عالية من الستيرويدات للمرضى الذين يعانون من مظاهر رئوية. يمكن أيضًا دخول المرضى إلى المستشفى لمدة 12-24 ساعة أو أكثر للمراقبة إذا كان تبادل الغازات ضعيفًا. في حالة ضعف التبادل الغازي، قد يكون من الضروري إجراء تهوية ميكانيكية وتنبيب وإذا حدث التهاب القصيبات المسد في غضون 2 إلى 6 أسابيع من التعرض لثاني أكسيد النيتروجين، قد تكون هناك حاجة للعلاج بالكورتيكوستيرويدات أو الأدوية المضادة للكولين لمدة 6-12 شهرًا لخفض رد فعل الجسم المفرط على غاز ثنائي أكسيد النيتروجين.

## السبب
يحمل التعرض المهني أعلى مخاطر السمية وغالبًا ما تكون مرتفعة بالنسبة للمزارعين الذين يتعاملون مع الحبوب الغذائية. ترتفع هذه المخاطر بنفس المقدار بالنسبة لرجال الإطفاء والعسكريين، خاصةً الضباط الذين يتعاملون مع المتفجرات. يرتفع الخطر أيضًا بالنسبة إلى عمال اللحام القوسي وضباط المرور وطاقم الطيران وعمال المناجم بالإضافة إلى الأشخاص الذين يتعاملون مع حمض النتريك. ينتج داء عمال الصوامع عن التسمم بغاز ثنائي أكسيد النيتروجين من قبل المزارعين الذين يتعاملون مع صوامع الغلال. تنتج الحبوب الغذائية مثل الذرة والدخن، بالإضافة إلى الأعشاب مثل البرسيم الحجازي وبعض المواد النباتية الأخرى، ثنائي أكسيد النيتروجين في غضون ساعات بسبب التخمر اللاهوائي. غالبًا ما يصل ثنائي أكسيد النيتروجين إلى تراكيز العتبة في غضون يوم إلى يومين وتبدأ هذه التراكيز في الانخفاض تدريجيًا بعد 10 إلى 14 يومًا، ولكن إذا كانت الصوامع محكمة الإغلاق، قد يبقى الغاز هناك لأسابيع. ينتج السيلاج المخصب، خاصةً الذي تحرره النباتات غير الناضجة، تركيزًا أعلى من الغاز داخل الصومعة. ثنائي أكسيد النيتروجين أثقل بنحو 1.5 مرة من الهواء وأثناء تخزين السيلاج، يبقى ثنائي أكسيد النيتروجين في مادة السيلاج. قد تؤدي التهوية غير السليمة إلى التعرض إليه أثناء تسوية السيلاج.